# Brian Aldiss
Brian Wilson Aldiss (Norfolk, 18 de agosto de 1925 - Oxford, 19 de agosto de 2017) foi um escritor inglês de ficção científica. Grandemente influenciado pelo pioneiro de ficção científica H. G. Wells, Aldiss foi o vice-presidente da H. G. Wells Society.
Seu conto Super-Toys Last All Summer Long serviu de base a Stanley Kubrick e Steven Spielberg para o roteiro do filme A.I. - Inteligência Artificial.

## Biografia
Em 1943 alistou-se no regimento dos Royal Signals, e prestou serviço militar na Birmânia. Foram talvez as florestas tropicais desse país que o inspiraram a escrever Hothouse ("A Longa Tarde da Terra", na edição portuguesa).
Em 1983 recebeu o John W. Campbell Memorial Award pela sua obra A primavera de Helicónia, a primeira parte de uma trilogia que também inclui O verão de Helicónia e O inverno de Helicónia.

## Livros

### Ficção
- The Rain Will Stop (1942), publicado apenas em 2000 pela The Pretentious Press
- The Brightfount Diaries (1955)
- Space, Time and Nathaniel (1957) Coletânea de contos; toda a sua ficção científica publicada até então, incluindo "T", sua primeira história publicada, e "Not For an Age". Aldiss publicara apenas treze histórias e uma décima quarta foi escrita apressadamente para chegar no número desejado.
- Non-Stop (1958) Um membro de uma tribo de cultura primitiva investiga a os corredores selvagens e sombrios que o envolvem para finalmente descobrir a verdadeira natureza do universo em que habita.
- Equator (1958)
- The Canopy of Time (1959) Coletânea de contos
- No Time Like Tomorrow (1959) Coletânea de contos. (Inclui as seguintes histórias: T, Not for an Age, Poor Little Warrior!, The Failed Men, Carrion Country, Judas Danced, Psyclops, Outside, Gesture of Farewell, The New Father Christmas, Our Kind of Knowledge)
- The Interpreter (1960) Um conto sobre o enorme e antigo império galáctico dos Nuls, civilizada raça alienígena gigante de três membros. A Terra é apenas uma colônia de somenos importância comandada por um tirano Nul, refletindo a complexa relação existente entre raças imperialistas e subjugadas da qual o próprio Aldiss teve a chance de presenciar em primeira mão quando servia nos fortes da Índia e Indonésia.
- The Male Response (1959)
- The Primal Urge (1961)
- Hothouse ("A Longa Tarde da Terra", na edição portuguesa) (1962) A história se passa na Terra de um futuro distante, onde o planeta parou de girar, o Sol aumentou sua intensidade e as plantas estão engajadas num constante frenezi de crescimento e perecimento. Esta colagem de histórias ganhou o Prêmio Hugo por conto de ficção em 1962.[carece de fontes?]
- The Airs of Earth (1963) Coletânea de contos
- The Dark Light Years (1964): o encontro de humanos com os utods, alienígenas gentis cuja saúde física e mental requer chafurdarem-se na lama e sujeira e nem mesmo são reconhecidos como inteligentes pelos humanos.
- Greybeard (1964) Situado décadas após a esterilização da população da Terra devido a testes com bombas nucleares conduzidos na órbita do planeta, o livro mostra um mundo em esvaziamento, ocupado por uma população envelhecida e sem filhos.
- Best SF stories of Brian Aldiss (1965)
- Earthworks (1965)
- The Impossible Smile (1965)
- The Saliva Tree and other strange growths (1966) Coletânea. O título da coletânea, The Saliva Tree foi dado como forma de marcar o centenário do nascimento de H.G. Wells e recebeu o Prêmio Nebula de 1965 pela melhor novela[carece de fontes?].
- An Age (1967) um romance de viagens no tempo distópico.
- Report On Probability A (1968) Descrito por Aldiss como um anti-romance, a maior parte dele é constituída pelo Relatório, descrevendo em detalhes mínimos, obsessivos e muitas vezes repetitivos, três personagens, G, S, e C, enquanto vigiam secretamente uma casa, cada um de um prédio vizinho diferente com visões periféricas das janelas da casa, captando vislumbres ocasionais de sua ocupante, Mrs Mary. Enquanto o Relatório é lido por uma personagem chamada "Domoladossa", ele é secretamente observado de outros universos e estes observadores, por sua vez, também são observados, todos eles engajados na fútil especulação sobre a exata natureza da Probabilidade A e o exato significado da pintura vitoriana O Pastor Mercenário (do pré-rafaelita William Holman Hunt), a qual é citada no Relatório. Mais tarde, ficamos sabendo que Mrs. Mary está vendo uma tela de si mesma, apesar de que possa ser apenas um aparelho de televisão, e é sugerido que a pintura possa ser uma janela para um mundo onde o tempo está parado.
- Farewell Fantastic Venus (1968)
- Barefoot in the Head (1969) Talvez o trabalho mais experimental de Aldiss. Situado numa Europa alguns anos após uma guerra no Oriente Médio levar a Europa a ser atacada com bombas dispersoras de enormes quantidades de drogas alucinógenas de longa duração. Numa Inglaterra com uma população que mal mantém um controle sobre a realidade surge um jovem sérvio, o qual passa a sofrer influência dos aerossóis do ambiente, que se vê liderando uma cruzada messiânica. A narração e os diálogos refletem a fragmentação da linguagem sob o efeito das drogas, ao mesclar frases, trocadilhos e alusões, num eco deliberado de Finnegans Wake.
- Neanderthal Planet (1970) Coletânea de quatro contos.
- A saga de Horatio Stubbs
  - The Hand-Reared Boy (1970)
  - A Soldier Erect (1971)
  - A Rude Awakening (1978)
- The Moment of Eclipse (1971) coletânea de contos -- BSFA vencedor, 1971[3]
- The Book of Brian Aldiss (1972) Coletânea de contos
- Frankenstein Unbound (1973) Um político do século XXI é transportado à Suíça do século XIX onde encontra Frankenstein e Mary Shelley. Este livro foi a base para o filme homônimo de 1990, dirigido por Roger Corman.
- The 80 minute Hour (1974) Uma esquisita e ambiciosa "ópera espacial" onde as personagens cantam de fato. O mundo está em caos após uma guerra nuclear causar deslizes do tempo e até mesmo aqueles que acreditam que mandam no mundo têm problemas para saber onde e quando estão.
- The Malacia Tapestry (1976)
- Brothers of the Head (1977) Este era um livro de formato grande, ilustrado por Ian Pollock, contando a estranha história das estrelas de rock Tom e Barry Howe, gêmeos siameses com uma terceira cabeça adormecida, a qual eventualmente acordava.  Também adaptado para o cinema por Keith Fulton e Lou Pepe, lançado em 2006.
- Last Orders and Other Stories (1977)
- Enemies of the System (1978)
- Pile (1979; Poem)
- New Arrivals, Old Encounters (1979)
- Moreau's Other Island (1980)
- O Quarteto Escudeiro
  - Life In The West (1980)
  - Vida Esquecida - no original Forgotten Life (1988)
  - Remembrance Day (1993)
  - Somewhere East Of Life (1994)
- A Trilogia Helliconia
  - Helliconia Spring ("A Primavera de Helliconia") (1982) -- BSFA vencedor, 1982; Nebula Award, menção, 1982; Campbell Award vencedor, 1983
  - Helliconia Summer ("O Verão de Helliconia") (1983) -- BSFA menção, 1983;[carece de fontes?] Locus Award, menção, 1984[carece de fontes?]
  - Helliconia Winter ("O Inverno de Helliconia") (1985) -- BSFA vencedor, 1985;[3] Nebula Award, menção, 1985;[carece de fontes?] Locus Award, menção, 1986[carece de fontes?]
- Seasons in Flight (1984)
- Courageous New Planet (c. 1984)
- The Year before Yesterday (1987) Uma correção de Equator de 1958 combinado com The Impossible Smile de 1965.
- Ruins (1987)
- Dracula Unbound (1990)
- A Tupolev too Far (1994)
- Somewhere East of Life: Another European Fantasia (1994)
- The Secret of This Book  (1995)
- White Mars Or, The Mind Set Free (1999) (com Roger Penrose)
- Super-Toys Last All Summer Long and Other Stories of Future Time (2001) A história do título foi a base para o filme A.I. - Inteligência Artificial de Steven Spielberg
- Super-State (2002)
- The Cretan Teat (2002)
- Affairs at Hampden Ferrers (2004)
- Cultural Breaks (2005) Sua última coletânea de contos.
- Jocasta  (2005); Uma releitura das tragédias de Sófocles sobre Édipo e Antígona.
- Sanity and the Lady  (2005)
- HARM  (2007) -- Indicado ao prêmio Campbell de 2008[carece de fontes?]
- Walcot  (2010); um romance cobrindo a vida de uma família ao longo do século XX.

### Poesia
- Home Life With Cats (1992)
- At The Caligula Hotel (1995)
- Songs From The Steppes Of Central Asia (1995)
- A Plutonian Monologue on His Wife's Death (The Frogmore Papers, 2000)
- At A Bigger House (2002)
- The Dark Sun Rises (2002)
- A Prehistory of Mind (2008)
- Mortal Morning (2011)

### Não-ficção
- Cities and Stones - A Traveller's Yugoslavia (1966)
- The Shape of Further Things (1970)
- Item Eighty Three (com Margaret Aldiss) (1972): uma compreensiva bibliografia de todos os livros e contos publicados até então. (O livro é o número 83 na sua própria lista).
- Billion Year Spree: The History of Science Fiction (1973) no qual afirma que Frankenstein de Mary Shelley foi o primeiro romance de ficção científica verdadeira. Revisada e ampliada como Trillion Year Spree (com David Wingrove) (1986). A primeira edição ganhou um prêmio especial da Associação Britânica de Ficção Científica em 1974; a ampliação de 1986 ganhou o Prêmio Hugo como melhor livro de não-ficção do ano.[carece de fontes?] Aldiss começou seu discurso de agradecimento deste prêmio proclamando "Faz muito tempo desde quando vocês me deram um destes, seus bastardos miseráveis!"[4]
- Hell's Cartographers (1975, editado com Harry Harrison): uma coletânea de peças autobiográficas de alguns escritores de fição científica, incluindo Aldiss. O título é uma referência ao livro de Kingsley Amis sobre ficção científica, New Maps of Hell
- The Pale Shadow Of Science (1986)
- This World and Nearer Ones: Essays exploring the familiar (1979)
- The Detached Retina: Aspects of SF and Fantasy  (1995)
- The Twinkling of an Eye or My Life as an Englishman (1998)
- When the Feast is Finished (com Margaret Aldiss) (1999)
- Art after Apogee: The Relationships between an Idea, a Story, a Painting   (com Rosemary Phipps)   (2000)
- Bury My Heart at W.H. Smith's - A Writing Life (1990) - autobiografia

### Coleções de contos
(Como editor)
- Penguin Science Fiction (1961)
- More Penguin Science Fiction (1963)
- Yet More Penguin Science Fiction (1964)
- The Year's Best Science Fiction No.1 (com Harry Harrison)  (1968)
- The Year's Best Science Fiction No.2 (com  Harry Harrison)  (1969)
- The Year's Best Science Fiction No.3 (com Harry Harrison)  (1970)
- The Year's Best Science Fiction No.4 (com Harry Harrison)  (1971)
- The Year's Best Science Fiction No.5 (com Harry Harrison)  (1972)
- The Year's Best Science Fiction No.6 (com Harry Harrison)  (1973)
- The Penguin Science Fiction Omnibus (1973)
- Space Opera (1974)
- Decade: the 1950's (with Harry Harrison)  (1976)
- Evil Earths (1976)
- Galactic Empires, Volume 1 (1976)
- Galactic Empires, Volume 2 (1976)
- Mini Sagas from the Daily Telegraph Competition (1998) ISBN 9780750915946
- Mini Sagas From the Daily Telegraph Competition 2001 (2001) ISBN 978-1-900564-77-9

### Outros
- "Umwelts for Hire", um conto sobre Doctor Who publicado na coletânea Doctor Who Brilliant Book 2011 (BBC Books, 2010, ISBN 978-1-846-07991-7)